# Schoolstraat (Amsterdam)
Schoolstraat is een relatief korte straat in Amsterdam-West.

## Ligging en geschiedenis
Amsterdam heeft een lange traditie met bouwen, afbreken, herbouwen en verplaatsen van scholen. De scholen moesten steeds vernieuwd worden om aan de nieuwe eisen en normen te voldoen. Scholen verhuisden daarbij steeds naar nieuwe wijken van de stad, een enkele keer werd in de binnenstad een school herbouwd. Toch heeft diezelfde stad geen traditie als het om een Schoolstraat gaat. Talloze dorpen en steden kennen een Schoolstraat, maar in de binnenstad van Amsterdam is er geen te vinden. De enige Schoolstraat in Amsterdam kreeg die naam ook al niet binnen Amsterdam, maar toen het gebied waarin ze werd aangelegd nog toebehoorde aan gemeente Nieuwer-Amstel. Die gemeente liet in de jaren tachtig van de 19e eeuw de strook bebouwen die was ontstaan tussen het Vondelpark en de Overtoom. In die strook, bekend als de Vondelparkbuurt, verschenen allerlei korte straatjes tussen park en dan nog vaart. Voor de Schoolstraat geldt dat in het bijzonder omdat die strook ter plaatse ook ruimte moest bieden aan de naamgever van de straat, de gemeentelijke school van Nieuwer-Amstel (voor deze buurt). Die school kreeg echter een adres aan de Saxenburgerdwarsstraat 6.
De straat is te kort en nauw om ruimte te bieden aan kunst in de openbare ruimte of openbaar vervoer. De straat vormt verkeerstechnisch met de Saxenburgerstraat en Saxenburgerdwarsstraat een lus aan de Overtoom, daar waar andere straten met hetzelfde karakter doodlopen op het Vondelpark.
Amsterdam kende heel even andere Schoolstraat, één daarvan was gelegen in Osdorp (bij de bocht Meer en Vaart en Osdorper Ban), de andere kwam in 1966 over van de gemeente Weesperkarspel, dorp Driemond; ze kreeg in 1971 de naam Jaargetijden.

## Gebouwen
De gebouwen aan de 85 meter lange Schoolstraat dateren nog allemaal uit de periode Nieuwer-Amstel. Huizen en straat werden in 1896 geannexeerd door gemeente Amsterdam en die nam de huizen en straat ongewijzigd over. De architectuur bestaat uit de stromingen die gangbaar zijn in de 19e-eeuwse ring, hetgeen vrijwel direct inhoudt dat er geen rijksmonumenten dan wel gemeentelijk monumenten zijn te vinden. Even huisnummers lopen op van 2 tot en met 28, oneven huisnummers van 1 tot en met 17. De straat wordt afgesloten met een los huisnummer (25), het enige gebouw van later datum (1984/1985); het hoort tot het complex aan het Rijtuigenhof. Het complex nrs. 5 tot en met 17 dateert ook van later datum; er is rond 2013 een woonverdieping toegevoegd op de bestaande bouw. In die jaren vond er op grote schaal renovatie plaats in de buurt. 

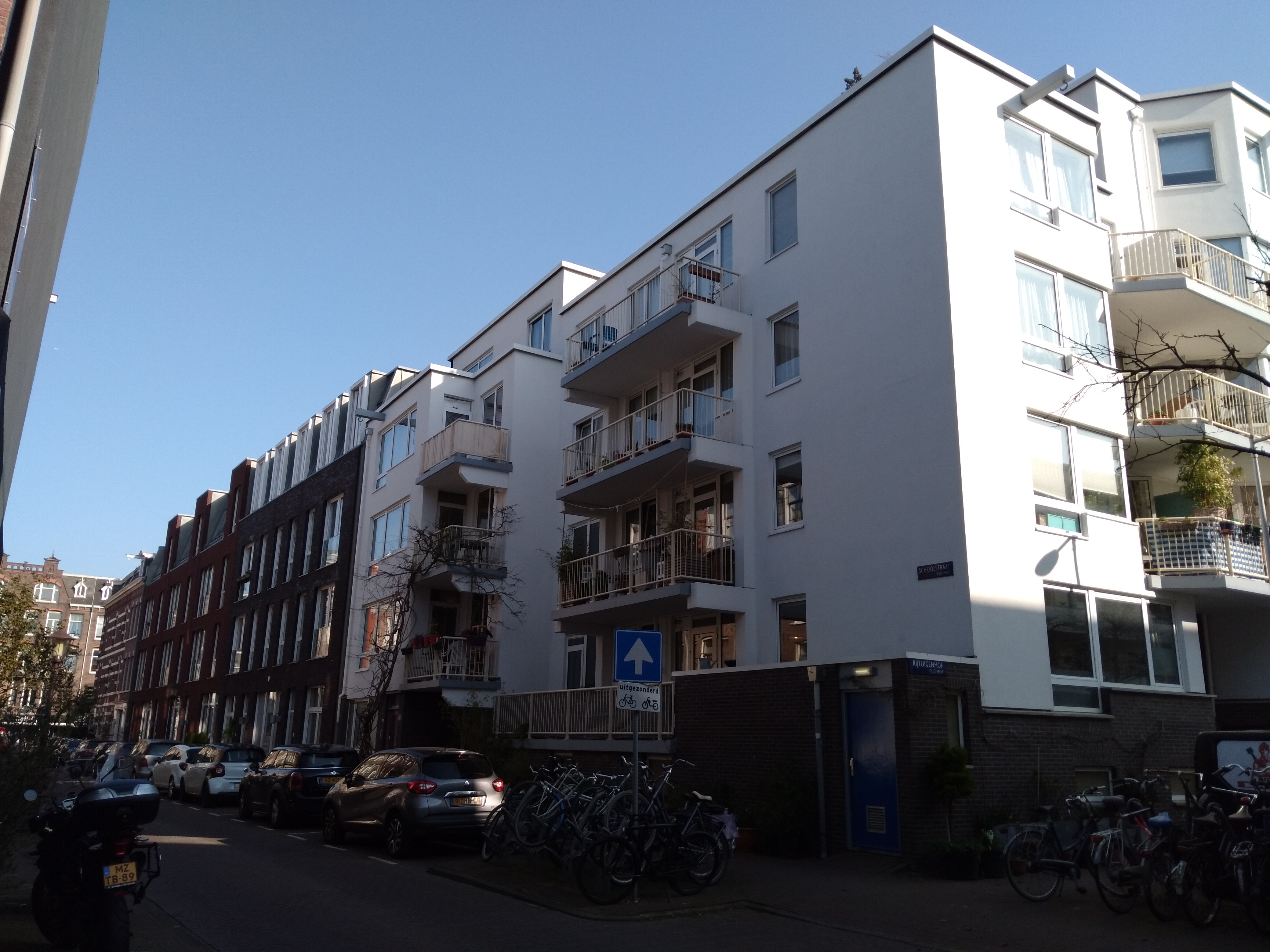
Schoolstraat, oneven (maart 2021)

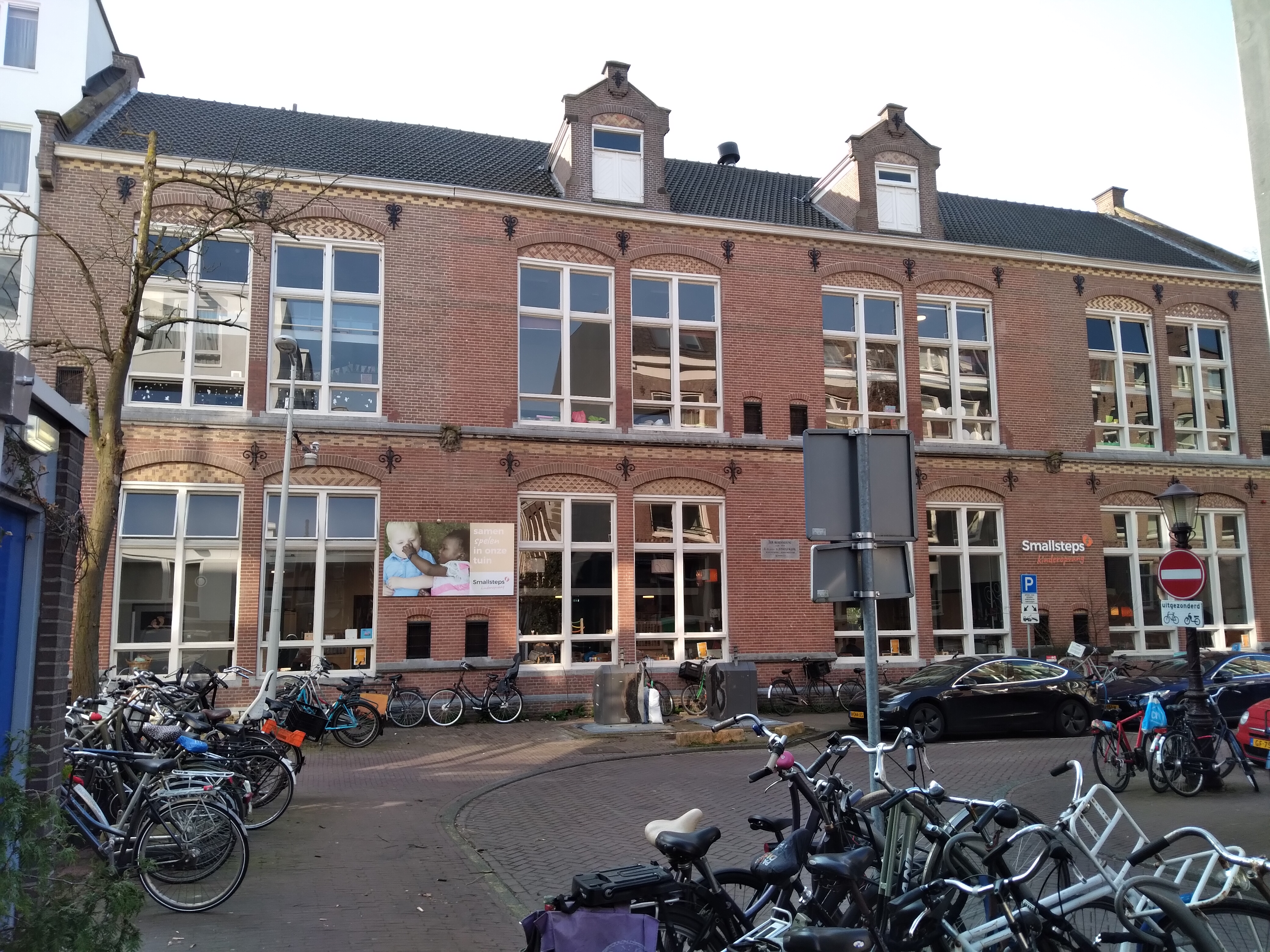
Naamgever van de straat (maart 2021),
Saxenburgerdwarsstraat 6